# Malva assurgentiflora
Malva assurgentiflora là một loài thực vật có hoa trong họ Cẩm quỳ. Loài này được (Kellogg) M.F. Ray mô tả khoa học đầu tiên năm 1998.